# Ъглово ускорение
Ъглово ускорение е скоростта на промяна на ъгловата скорост. В SI то се измерва в радиани за секунда на квадрат (rad/s2) и обикновено се обозначава с гръцката буква алфа (α).

## Математическо определение
Ъгловото ускорение може да бъде определено като:
{\displaystyle {\alpha }={\frac {d\omega }{dt}}={\frac {d^{2}{\theta }}{dt^{2}}}}
или
{\displaystyle {\alpha }={\frac {a_{T}}{r}}},
където {\displaystyle {\omega }} е ъгловата скорост, {\displaystyle a_{T}} е линейното тангенциално ускорение, а {\displaystyle r} е разстоянието от първоначалната точка в координатната система, която определя {\displaystyle \theta } и {\displaystyle \omega } към точката на интерес.

## Уравнения на движението
За двуизмерно ротационно движение, вторият закон на Нютон може да бъде адаптиран така, че да описва връзката между момента на силата и ъгловото ускорение:
{\displaystyle {\tau }=I\ {\alpha }},
където {\displaystyle {\tau }} е общият момент на силата, упражнен върху тялото, а {\displaystyle I} е масовия инерционен момент на тялото.

### Постоянно ускорение
За всички константни стойности на момента на силата, {\displaystyle {\tau }}, на обект, ъгловото ускорение също е константно. За този специален случай на константно ъглово ускорение, горното уравнение би дало категорична, константна стойност за ъгловото ускорение:
{\displaystyle {\alpha }={\frac {\tau }{I}}.}

### Непостоянно ускорение
За всеки неконстантен момент на силата, ъгловото ускорение на обект се променя с времето. Уравнението става диференциално уравнение, вместо константна стойност. Това диференциално уравнение е познато като уравнението на движение на система и може напълно да опише движението на обект. То, също така, е най-добрият начин да се изчисли ъгловат скорост.

### Връзка с момент на импулса
Ъгловото ускорение може да се получи от ъгловия импулс, използвайки връзката 
{\displaystyle {\alpha }=I^{-1}(L\times \omega +{\frac {dL}{dt}})}
Горната връзка показва, че дори и когато няма промяна в ъгловия импулс (т.е. няма приложена сила на момента), ъгловото ускорение все още може да е ненулево. Всъщност, това би се случило когато ъгловият импулс и ъгловата скорост сочат в различни посоки (т.е. ротационната ос на скоростта не е оста на симетрия).